# Hans Georg Pescher
Hans Georg „Schorsch“ Pescher (* 25. April 1931 in Krefeld; † 9. Juli 2024) war ein deutscher Eishockeyspieler und -trainer.

## Sportliche Karriere
Hans Georg Pescher begann seine Karriere ab 1947 im Nachwuchsbereich des Krefelder EV von 1936, mit der er zwei deutsche Jugendmeisterschaften gewann. Zwischen 1950 und  1957 war er für die Herrenmannschaft des Vereins aktiv, mit der er 1952 durch einen 6:4-Erfolg gegen den SC Riessersee den deutschen Meistertitel gewann.
International absolvierte er für die deutsche Eishockeynationalmannschaft 35 Länderspiele und nahm an den Olympischen Winterspielen 1952 und an der Eishockey-Weltmeisterschaft 1955, wo er mit der Mannschaft den sechsten Platz erreichte, teil.
Während der Saison 1958/59 übernahm er als Trainer die Mannschaft des KEV und blieb in dieser Position bis zum Ende der Saison 1961/62.